# Manglisi

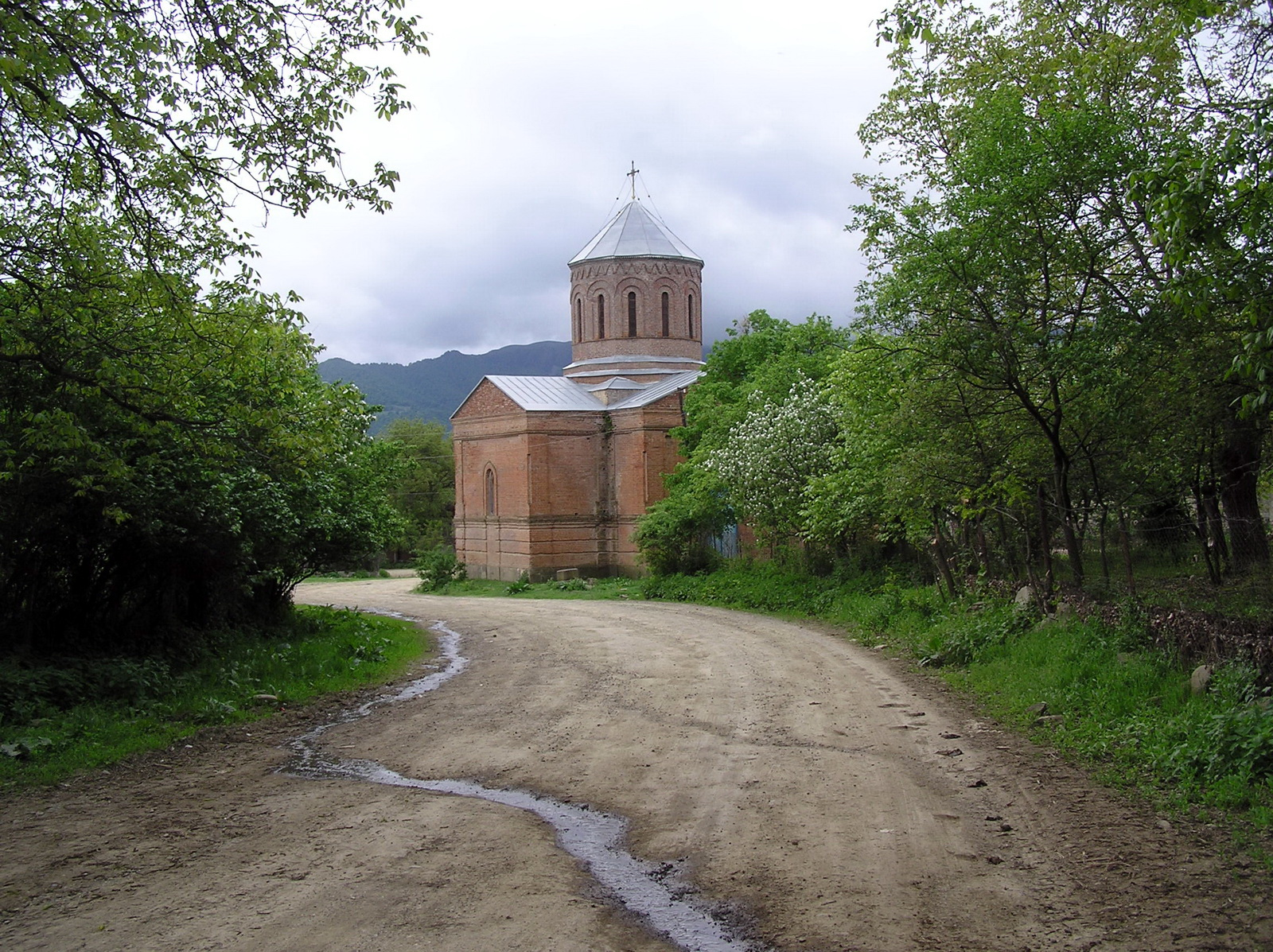
Budjonovkakyrkan, nära Manglisi

Manglisi (georgiska: მანგლისი) är en daba (stadsliknande ort) i distriktet Tetritsqaro och i regionen Nedre Kartlien i Georgien. Manglisi ligger 1 195 meter över havet och antalet invånare är 1 441.
Under det ryska imperiet, efter erövringen av Kaukasus, stationerades 1823 13:e Livgrenadjärregimentet i Manglisi. Regementsbyggnader uppfördes och Manglisis kyrka renoverades 1850-1862 och var till 1918 också regementskyrka. Militärens närvaro lockade ryska besökare till orten, som blev en bergskurort och en semesterort från värmen i Tbilisi.
Fram till 1953 byggdes flera sanatorier i Manglisi och andra hälften av 1900-talet var storhetstid för både turistbranschen och Manglisis ekonomi i allmänhet.

## Bildgalleri

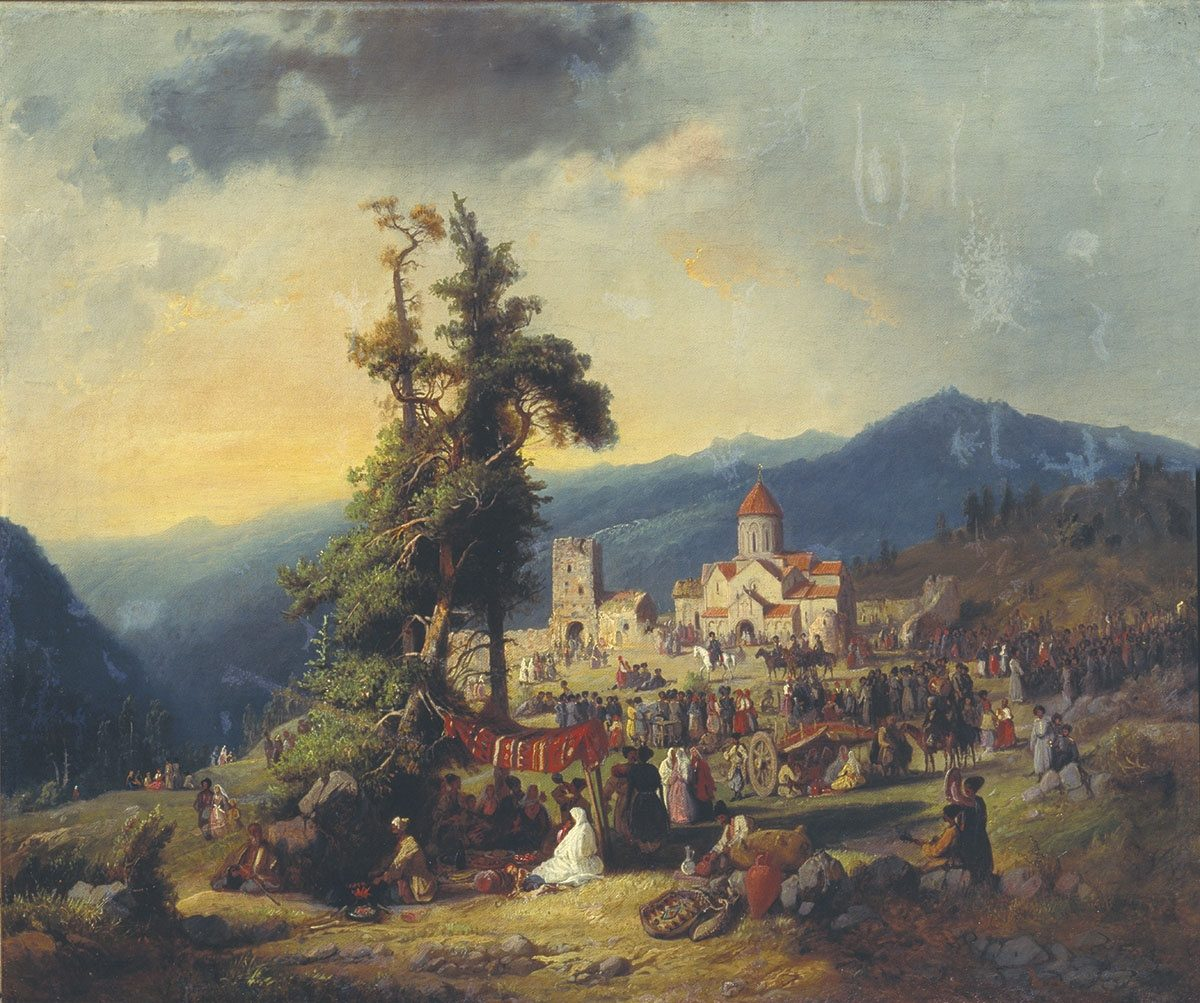
Religiös festival i Manglisi, 1871. Målning av Konstantin Filippov (1830–1878)
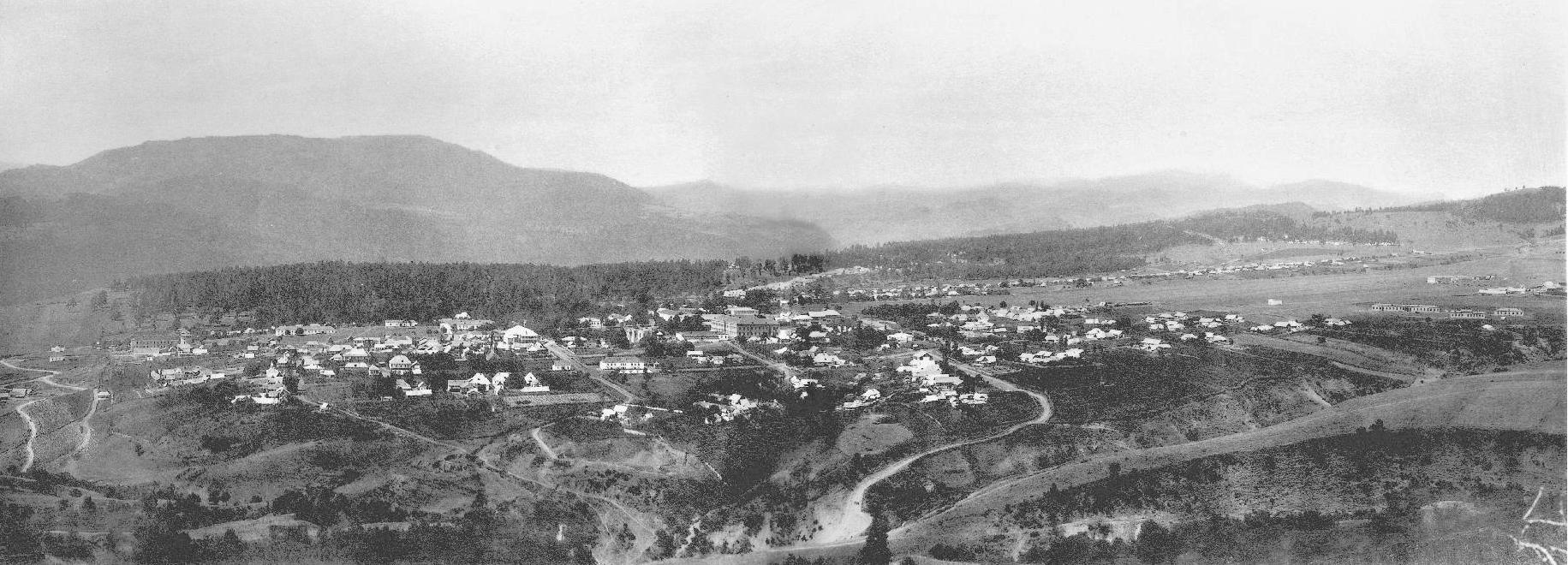
Vy över Manglisi 1891
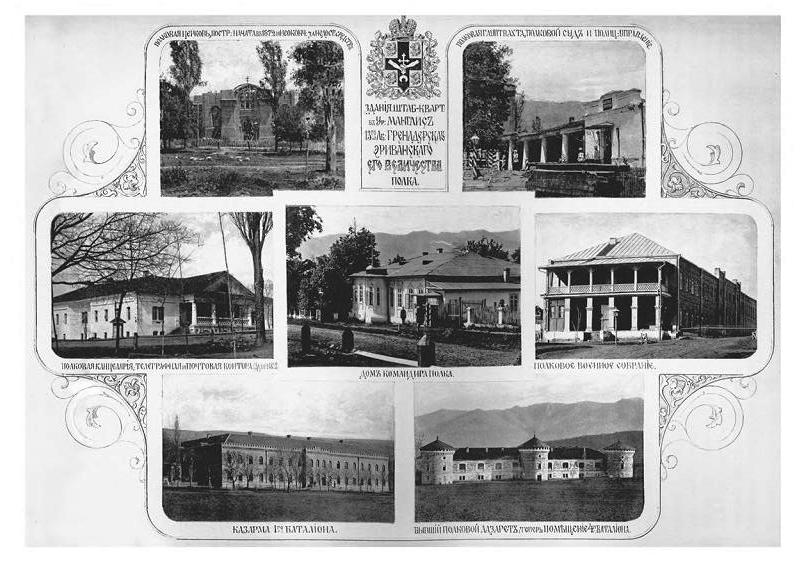
Byggnader förlivgrenadjärregimentet, 1892
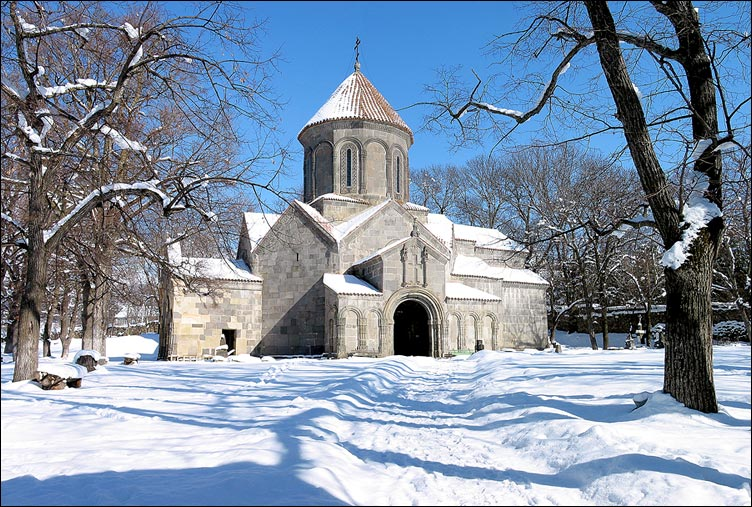
Manglisis kyrka
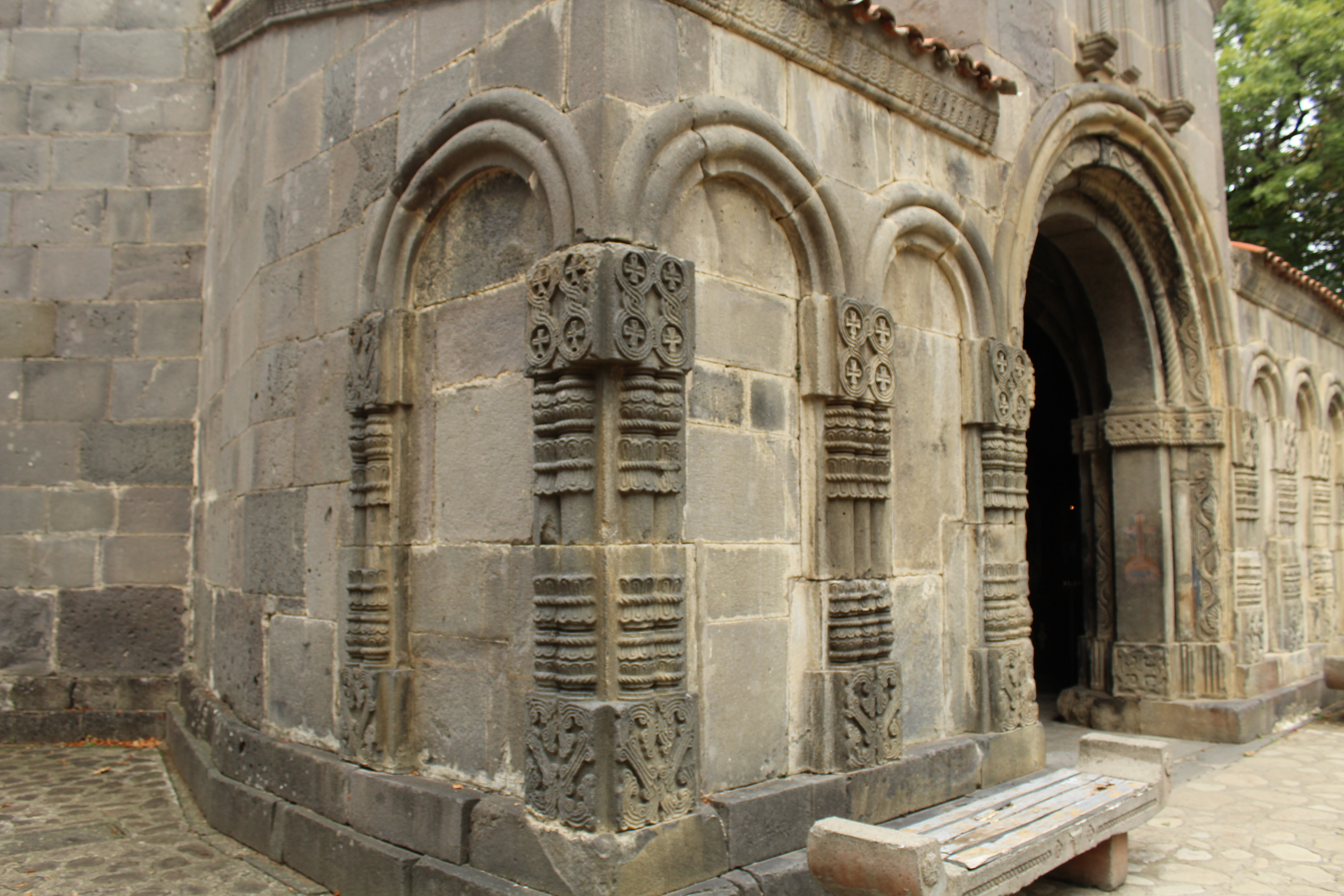
Hörn på kyrkobyggnaden
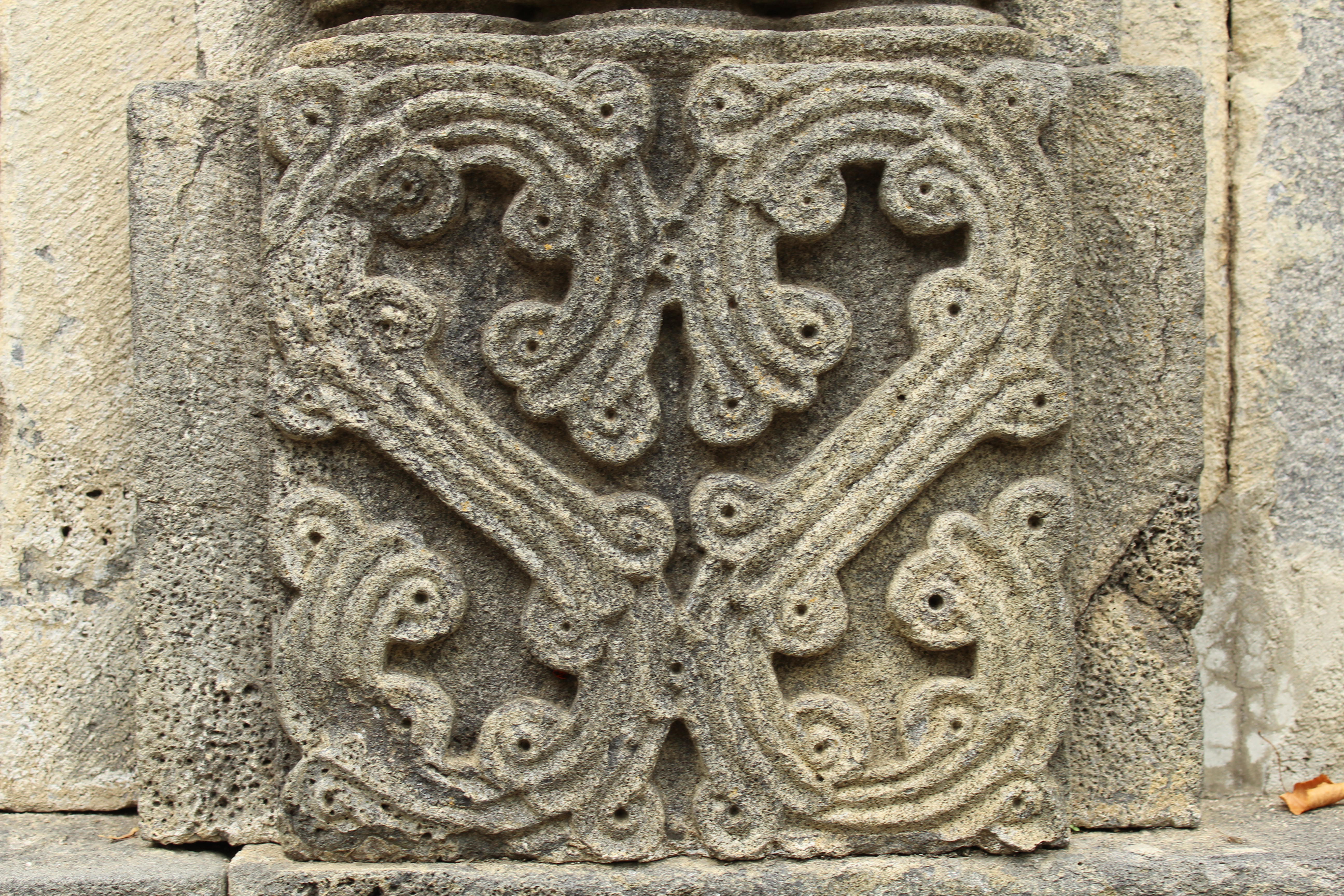
Relief på kyrkobyggnaden